# Abschnittsbefestigung Pfettrach
Die Abschnittsbefestigung Pfettrach liegt 800 m westlich der Filialkirche St. Othmar von Pfettrach, einem Ortsteil des Marktes Altdorf im niederbayerischen Landkreis Landshut. Die Anlage ist in der bayerischen Denkmalliste als Bodendenkmal mit der Nummer D-2-7438-0144 und der Beschreibung „Frühmittelalterliche Abschnittsbefestigung“ eingetragen. Weitere Befunde dazu liegen nicht vor.

## Beschreibung
Die Abschnittsbefestigung liegt auf der rechten Seite der Pfettrach, einem Zufluss zur Isar. Die um bis zu 15 m ansteigende Höhenburgstelle ist heute mit Wald überwachsen. Die ovale Anlage besitzt eine Breite von 150 m in nordost-südwestlicher und 220 m in nordwest-südöstlicher Richtung. 